# Белгија
Белгија, званично Краљевина Белгија, држава је у западној Европи. Простире се на површини од 30.528 km² и у њој живи нешто више од једанаест милиона становника. Према северу се граничи са Холандијом, према истоку са Немачком, према југоистоку са Луксембургом и према југу са Француском. Према западу има излаз на Северно море.
Белгија је један од оснивача Уједињених нација, Европске уније и НАТО-а. У њој се налази седиште већег броја међународних организација, између осталог Европске уније и НАТО-а.
Смештена на раскршћу германске и романске Европе, Белгија је дом говорника холандског, углавном Фламанаца, који чине око 59% становништва, и говорника француског, углавном Валонаца, који чине 41% становништва. Поред њих постоји и мали број говорника немачког језика у пограничном појасу са Немачком.
Белгија је савезна уставна монархија са парламентарним системом. Подељена је на два региона по језичком принципу: Фландријом на северу у којој доминира фламански тј. холандски језик, и Валонијом на југу у којој преовлађује француски језик. Подручје главног града Брисела је званично двојезично, мада већина тамошњег становништва говори француским језиком. Језичка шароликост и политички сукоби настали услед тога, одразили су се на политичку историју и сложени систем управљања државом.

Подручје Белгије, Холандије и Луксембурга познато је као Ниске земље; некада је област Бенелукса заузимала нешто већу површину него данас. На латинском је ова област знана као Белгика (лат. Belgica), по римској провинцији Галији Белгики (лат. Gallia Belgica), која је обухватала мање-више исто подручје. Од краја средњег века до 17. столећа, подручје Белгије је било напредан космополитски трговачки и културни центар. Од 16. века до Белгијске револуције 1830, када се Белгија отцепила од Холандије, ово подручје је било поприште бројних битака између европских сила, услед чега је прозвано бојиштем Европе," што је потврђено у оба светска рата.

Након стицања независности, Белгија се укључила у Индустријску револуцију а током 20. века поседовала је бројне колоније у Африци.

Другу половину 20. века обележиле су напетости између говорника холандског и француског језика подстакнуте неравномерним привредним развојем Фландрије и Валоније. Супротстављеност две стране условила је неколико управних реформи и преображај из унитарне у савезну државу у раздобљу од 1970. до 1993. године.

## Историја
У античком добу Белгију су насељавала различита племена Гала и Келта. По галском племену Белги и сама област је добила име. Од 5. века била је унутар франачке државе, а године 870. већи део Белгије улази у састав Немачке.
|  |

Током 15. века територија Белгије се обједињује под вођством Бургунђана. Од 1477. долази под управу династије Хабзбург. Касније је постала наследна територија шпанских Хабзбурговаца, док се северна Низоземска (Холандија) њих ослободила. После Рата за шпанско наслеђе, 1714, Белгија припада Аустрији. У доба Наполеона, крајем 18. века, била је део Француске, а након Бечког конгреса 1815. припојена је Уједињеном Краљевству Низоземске.
Захваљујући француској помоћи, 1830. године подигнут је устанак за сецесију од Холандије (Белгијска револуција), па је независност Белгије уследила наредне године. Тада долази до великог привредног и колонијалног успона (Белгијски Конго у Африци).
У оба светска рата Белгију је окупирала Немачка. После оружане борбе, године 1960. и 1961. Конго и Бурунди су стекли независност од њене колонијалне управе. У Бриселу, главном граду Белгије, 1958. године изграђен је велики модел атома у знак прославе брзог развоја науке. Ова атракција привлачи бројне туристе.

## Географија
Белгија је краљевина у северозападној Европи, у Бенелуксу. Граничи се са Холандијом, Немачком, Луксембургом и Француском и излази на Северно море. Белгија се дели на приобалне низије на северу, централни брдовити део и Арденске планине на југу. Највиши врх са 694 метра је Ботранж. Белгија дели три границе, са Француском (620 km), Немачком (167 km), са Луксембургом (148 km) и са Холандијом (450 km).

### Геолошке одлике и рељеф
Арденске планине представљају предео старог палеозојског масива. Њихови повлатни слојеви састављени су од млађих седимената. У дубоким речним долинама ових планина, којима су оне рашчлањене, откривена су рудна налазишта. Основно природно богатство државе је квалитетан угаљ чије се залихе налазе у депресијама кроз које теку реке Самбр и Мас. Арденске планине представљају највишу област на територији Белгије (Високи Фен или Фањ 694 m). Оне чине једно стабло (лук) херцинске орогенезе. Од њих према западу (према Северном мору) опада висина у виду степеница.

### Клима
Белгија има океанску климу; утицај ваздушних маса са Атлантика јак је у приморју и средишњем делу земље. Зиме су благе и магловите, а лета прохладна са ретким кишама. Средња јануарска температура снижава се од обале (4 °C) према унутрашњости (0 °C у Арденима) док је средња јулска температура највиша у средишњој Белгији (до 22 °C), а најнижа у планинском подручју (14 °C). Годишња количина падавина износи у приморју и средишњем делу 700-900 mm, а у Арденима до 1400 mm.

### Реке
Речна мрежа је густа. Све реке припадају сливу Северног мора. Главне су Шелда и Меза. Највиши водостај је зими када у низијском делу реке плаве околно земљиште. Велик је број канала, који осим за пловидбу служе и за наводњавање.

### Флора
Под шумом је око 21% површине земље. Природни биљни покров очуван је само у Арденима, који обилују храстовим и буковим шумама, док у низијском делу расту мешовите шуме брезе и храста. Црногоричне шуме настале су најчешће пошумљавањем пустих терена.

## Административна подела
Белгија се дели на регионе, провинције и језичке заједнице.

### Региони Белгије
Региони Белгије су: Фландрија, Валонија и град Брисел
| · Фландрија | · Валонија | · Брисел |

### Провинције Белгије
Град Брисел не припада ниједној провинцији већ се сматра за посебну јединицу једнаку по овлашћењима како провинцијама, тако и савезним регионима.
| Провинција         | Површина у km² | Становништво | Главни град        |
| Антверпен (Анверс) | 2.867          | 1.605.167    | Антверпен (Анверс) |
| Западна Фландрија  | 3.134          | 1 106 829    | Бриж               |
| Источна Фландрија  | 2.982          | 1.335.793    | Гент (Ган)         |
| Фламански Брабант  | 2.106          | 1.037.786    | Лувен              |
| Валонски Брабант   | 1.093          | 347.423      | Вавр               |
| Ено                | 3.787          | 1.278.791    | Монс               |
| Лијеж              | 3.862          | 999.646      | Лијеж              |
| Лимбург            | 2.422          | 750.435      | Хаселт             |
| Луксембург         | 4.441          | 232.813      | Арлон              |
| Намир              | 3.365          | 423.317      | Намир              |

### Језичке заједнице Белгије
Белгијске језичке заједнице су:
- Фламанска заједница (говори холандски, седиште је у граду Брисел)
- Франкофонска заједница (говори француски, седиште је у граду Намир)
- Германофонска заједница (говори немачки, седиште је у граду Ојпен)

| Фламанска заједница (холандски језик) | франкофонска заједница (француски језик) | Германофонска заједница (немачки језик) |

## Привреда
Белгија висок степен развоја може захвалити повољном географском положају, изузетно развијеној саобраћајној инфраструктури, разноликој индустрији, и развијеној трговини. Индустрија је углавном концентрисана у врло развијеној и богатој регији Фландрији на северу, која је позната и по највећој вредности извоза по глави становника у свету. Белгија је присиљена увозити знатне количине сировина, због недовољног броја природних извора, и извозити велике количине готових производа.
Када се упореди удео извоза и увоза у БДП-у, за Белгију се може рећи да представља једно од најотворенијих привредних држава у Европи, која највише зависи о трговачкој сарадњи са 3 суседне земље: Немачком, Француском и Холандијом. Све то чини Белгију знатно зависном о кретањима на иностраном тржишту. Стопа раста ГДП-а знатно се смањила 2001. године због глобалне економске рецесије.
Структура БДП-а указује да се ради о изузетно развијеној земљи: пољопривреда 2%, индустрија 27%, услуге 71%. Укупни БДП износио је у 2004. години 283,5 милијарди евра, што даје 27.253 евра по становнику. Стопа незапослености износила је у 2004. години износила 7,8%. Стопа раста привреде у 2004. износила је 5,2%, док је инфлација била 1,9%. У услужном сектору ради 74,2% становника, у индустрији 24,5%, а у пољопривреди само 2%.
Извоз је за 2004. годину износио 246,4 милијарди евра, а главни извозни партнери су Немачка, Француска, Холандија и Уједињено Краљевство. Главни извозни производи су хемијски и фармацеутски производи, превозна средства, машине и опрема, пластика и гума као и метали.
Увоз у 2004. години износио је 229,5 милијарди евра. Главни увозни партнери су: Холандија, Немачка, Француска, Велика Британија и САД. Главни увозни производи су: хемијски и фармацеутски производи, стројеви и опрема, превозна средства, минерали и драго камење.
Због малог домаћег тржишта, скромних природних ресурса, повољног положаја, на раскрсници важних саобраћајних путева и близине великих лука, белгијска привреда је изузетно извозно оријентисана. Пољопривреда. Белгија има 27,3% ораница, 0,8% трајних усева и 17,5% ливада и пашњака. Главне пољопривредне површине су на лаганом тлу централне Белгије, где се узгајају пшеница, кукуруз и шећерна репа. Кромпир и јечам се узгајају на песковитом тлу низијске Белгије. Повртарство је развијено у околини градова, делом у пластеницима. Значајна посебна култура је цикорија. Сточарство је концентрисано у влажним деловима Фландрије и Ардена. Свињогојством и живинарством се баве искључиво специјализована домаћинства. Воћарство и виноградарство је најраспрострањеније на крајњем југу (Пеј де Гом). Главне културе су јабука, крушка и шљива Рударство и енергетика. Белгија има богата налазишта црног угља. Због веома скромних извора енергије, почела је изградња нуклеарних електрана. Најпознатије нуклеарне електране су Доел код Антверпена са четири реактора и Тиањ код Лијежа са три реактора. Преосталу електричну енергију производе термоелектране (36,5%) и хидроелектране (2,3%). Индустрија. Железара је у потпуности усмерена на увозне сировине и производе од 7,8 милиона. тона сировог гвожђа и 11,0 мил. т челика годишње. Метална и машинска индустрија су уско повезане са њима. Главни производи су разне индустријске машине, локомотиве, железнички вагони. У Белгији постоје фабрике делова и постројења многих страних компанија - Опел, Форд, Фолксваген. Индустрија оружја и свемирска индустрија су такође важне. Основу хемијске индустрије чини петрохемијска индустрија са четири велике рафинерије у луци Антверпен. Фармацеутска индустрија је посебно концентрисана у Бриселу, текстилна индустрија у фламанским градовима. Белгијска чипка је позната у свету. Индустрија стакла је концентрисана у Шарлроа, а индустрија кристалног стакла у Вал Сен Ламберу. Антверпен је светски центар трговине дијамантима. Саобраћај. У Белгији су развијени друмски, железнички, водни и ваздушни саобраћај. Туризам. Белгија је важна туристичка земља. Главни туристички центри су стари градови Брисел, Гент, Антверпен и Бриж, северноморска одмаралишта Остенде, Кноке Хеист и Спа, Шофонте.

## Становништво
Белгија има 11.492.641 становника у 2020. години. Са 376 становника по km² једна је од најгушће насељених европских држава. Највећа густина становника је у Фламанском дијаманту који чине агломерације Брисела, Гента, Антверпена и Лувена и осталих урбаних средишта попут Лијежа, Шарлроа и Брижа. Више од 97% становника живи у градовима што представља један од највећих постотака урбанизације на свету. Највећи градови су: Брисел (1.235.192 стан.), Антверпен (536.079), Гент (267.709), Шарлроа (203.245), Лијеж (194.877) и Бриж (119.445).
По регијама највише становника у 2019. има Фламанија: 6.589.069, Валонија има 3.633.795 и Брисел 1.235.192. Око 60% становника говори холандским језиком односно фламанским, 32% француским, а 1% немачким. Брисел, који чини 10,6% становништва је двојезични град: француско-холандски. У почетку, град је био већински холандски, док данас око 80% становника говори француски, 8,5% холандски, а 10,2% и једним и другим језиком.
Око 58% становника чине етнички Фламанци, 31% Валонци, а осталих 11% чине имигранти из Италије, Француске, Немачке и Северне Африке.
Према верском сатаву највише је нерелигиозних људи (47%), затим следе хришћани, углавном католици (44%), муслимана има 4%, 5% становништва припада другим заједницама, а 3% није одговорило на питање. Очекивана животна доб је 79,65 година. За мушкарце износи 75,59 година, а за жене 82 године.

### Највећи градови
| Антверпен Гент | 1.  | Антверпен | Антверпен         | 502.604 | Шарлроа Лијеж |
| Антверпен Гент | 2.  | Гент      | Источна Фландрија | 248.242 | Шарлроа Лијеж |
| Антверпен Гент | 3.  | Шарлроа   | Ено               | 203.871 | Шарлроа Лијеж |
| Антверпен Гент | 4.  | Лијеж     | Лијеж             | 195.576 | Шарлроа Лијеж |
| Антверпен Гент | 5.  | Брисел    | Брисел            | 166.647 | Шарлроа Лијеж |
| Антверпен Гент | 6.  | Схарбек   | Брисел            | 127.747 | Шарлроа Лијеж |
| Антверпен Гент | 7.  | Бриж      | Западна Фландрија | 117.170 | Шарлроа Лијеж |
| Антверпен Гент | 8.  | Андерлехт | Брисел            | 111.279 | Шарлроа Лијеж |
| Антверпен Гент | 9.  | Намир     | Намир             | 110.096 | Шарлроа Лијеж |
| Антверпен Гент | 10. | Левен     | Фламански Брабант | 97.656  | Шарлроа Лијеж |

## Култура
У књижевности су заступљене фламанска и француска књижевност. Најпознатији средњовековни књижевници су Филип де Комин и Жан Фроасар. Најпознатији из 19. века су Шарл де Костер, Емил Верхарен и Хендрик Консјанс, а из 20. гроф Морис Метерлинк.
Белгија је земља која је дала велики допринос развоју ликовних уметности. Нарочито су плодни били периоди раног низоземског сликарства (Фламански примитивци), Фламанске ренесансе и барока, као и архитектура романике, готике, ренесансе и барока. Белгија је била један од центара ренесансе у 15. и 16. веку. Најпознатији сликари овог периода су браћа Хуберт и Јан ван Ајк, Хијеронимус Бош, Рохир ван дер Вејден и Питер Бројгел Старији. У доба барока (17. век) истакли су се Петер Паул Рубенс и Антонијус ван Дајк. После 17. века дошло је до стагнације у развоју ликовних уметности, мада је Белгија задржала репутацију у изради врхунских таписерија. У 20. веку најпознатији уметници су Џејмс Енсор, Пол Делво и Рене Магрит. Белгијски архитекта Виктор Хорта је снажно утицао на развој европске архитектуре у 20. веку. Модерну архитектуру Белгије је развио Хенри Клеменс ван де Велде.
Битан део белгијске културе су фестивали. Најпознатији је карневал у Биншу.